# 市川昌房
市川 昌房（いちかわ まさふさ）は、戦国時代の武将。甲斐武田氏家臣。

## 経歴・人物
武田信玄に仕え、勘定奉行を務めた。また、駿河の寺社支配に関与した。元亀元年（1570年）より諏訪郡高島城代となり、同年7月6日在城料として､同郡真志野郷などの地を知行する。のち天正3年（1575年）の長篠の戦いで戦死する。昌房の死後、今福昌和が諏訪高島城代の後任となった。
家督は市川昌倚が継いだ。